# Weilrod
Weilrod – miejscowość i gmina w Niemczech, w kraju związkowym Hesja, w rejencji Darmstadt, w powiecie Hochtaunus.

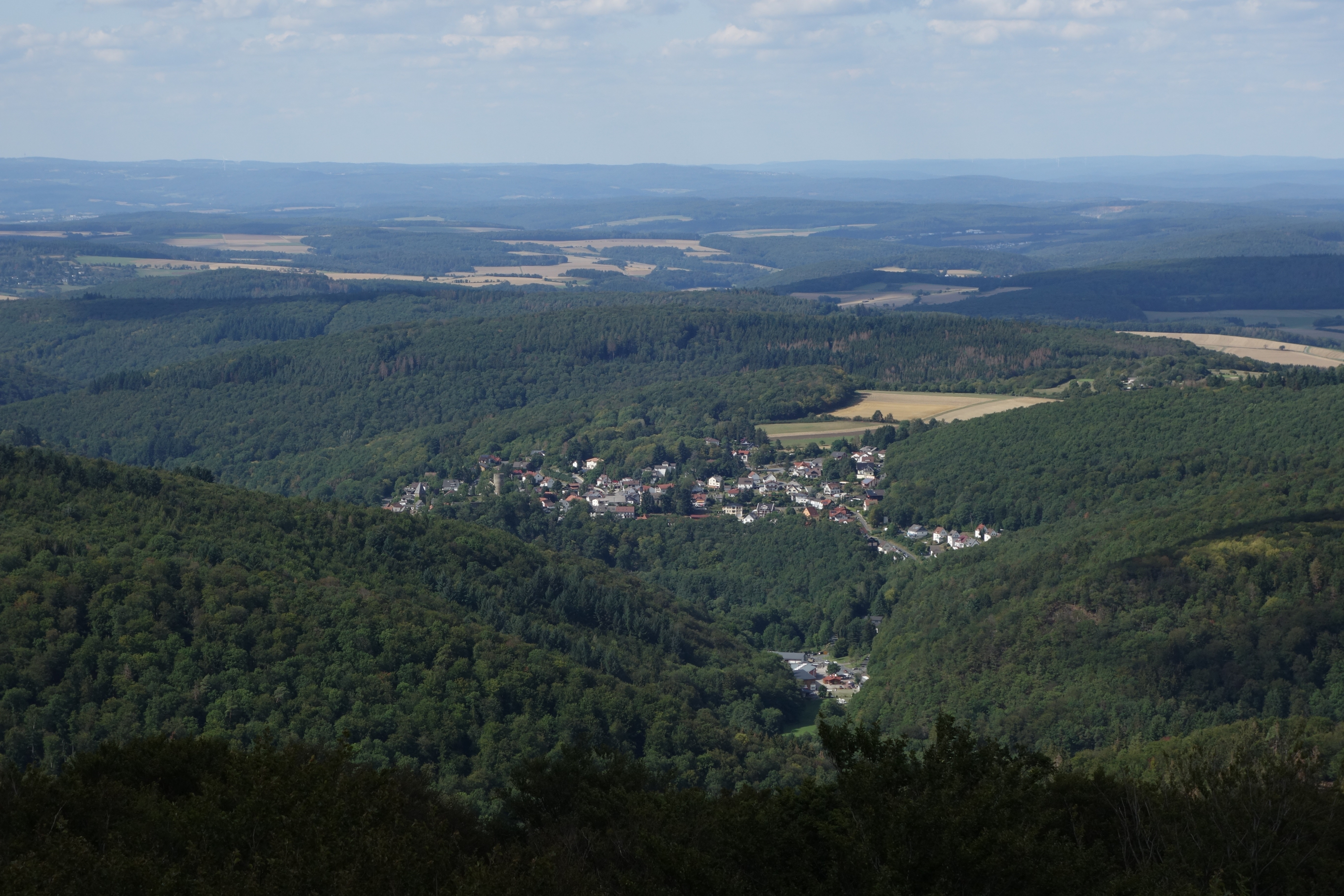
Dzielnica Altweilnau widziana od południa, z wieży widokowej na górze Pferdskopf